# Пагала (Гаваї)
Пагала (англ. Pahala) — переписна місцевість (CDP) в США, в окрузі Гаваї штату Гаваї. Населення — 1403 особи (2020).

## Географія
Пагала розташована за координатами 19°11′58″ пн. ш. 155°28′45″ зх. д. / 19.19944° пн. ш. 155.47917° зх. д. (19.199433, -155.479291).  За даними Бюро перепису населення США в 2010 році переписна місцевість мала площу 2,17 км², уся площа — суходіл.

### Клімат
| Клімат : Пагала         | Клімат : Пагала | Клімат : Пагала | Клімат : Пагала | Клімат : Пагала | Клімат : Пагала | Клімат : Пагала | Клімат : Пагала | Клімат : Пагала | Клімат : Пагала | Клімат : Пагала | Клімат : Пагала | Клімат : Пагала | Клімат : Пагала |
| Показник                | Січ.            | Лют.            | Бер.            | Квіт.           | Трав.           | Черв.           | Лип.            | Серп.           | Вер.            | Жовт.           | Лист.           | Груд.           | Рік             |
| Абсолютний максимум, °C | 33,9            | 32,2            | 33,9            | 37,8            | 33,9            | 31,7            | 33,3            | 33,3            | 32,2            | 32,2            | 32,2            | 32,8            | 37,8            |
| Середній максимум, °C   | 25,6            | 25,6            | 25,6            | 25,6            | 26,1            | 26,7            | 27,2            | 27,8            | 27,8            | 27,2            | 26,7            | 25,6            | 26,4            |
| Середній мінімум, °C    | 17,2            | 16,7            | 17,2            | 17,8            | 18,3            | 19,4            | 19,4            | 20,0            | 20,0            | 19,4            | 18,9            | 19,4            | 18,7            |
| Абсолютний мінімум, °C  | 10,0            | 11,1            | 10,0            | 10,0            | 10,6            | 12,2            | 11,1            | 15,0            | 13,3            | 14,4            | 12,8            | 8,9             | 8,9             |
| Норма опадів, мм        | 136             | 107             | 104             | 81              | 60              | 47              | 91              | 83              | 103             | 119             | 166             | 143             | 1240            |
| Днів з опадами          | 12              | 11              | 13              | 12              | 10              | 7               | 7               | 8               | 9               | 11              | 11              | 11              | 122             |
| ----------------------- | --------------- | --------------- | --------------- | --------------- | --------------- | --------------- | --------------- | --------------- | --------------- | --------------- | --------------- | --------------- | --------------- |

## Демографія
Згідно з переписом 2010 року, у переписній місцевості мешкало 1356 осіб у 424 домогосподарствах у складі 306 родин. Густота населення становила 626 осіб/км².  Було 486 помешкань (224/км²).
Расовий склад населення:
| - 42,9 % — азіатів - 10,0 % — білих - 8,7 % — вихідців з тихоокеанських островів - 0,7 % — чорних або афроамериканців - 0,2 % — корінних американців |

До двох чи більше рас належало 37,3 %. Частка іспаномовних становила 10,7 % від усіх жителів.
За віковим діапазоном населення розподілялося таким чином: 24,1 % — особи молодші 18 років, 58,3 % — особи у віці 18—64 років, 17,6 % — особи у віці 65 років та старші. Медіана віку мешканця становила 41,0 року. На 100 осіб жіночої статі у переписній місцевості припадало 101,8 чоловіків;  на 100 жінок у віці від 18 років та старших — 103,0 чоловіків також старших 18 років.
Середній дохід на одне домашнє господарство  становив 57 861 долар США (медіана — 50 125), а середній дохід на одну сім'ю — 63 601 долар (медіана — 60 313). Медіана доходів становила 32 303 долари для чоловіків та 40 000 доларів для жінок. За межею бідності перебувало 18,1 % осіб, у тому числі 25,5 % дітей у віці до 18 років та 13,4 % осіб у віці 65 років та старших.
Цивільне працевлаштоване населення становило 514 осіб. Основні галузі зайнятості: освіта, охорона здоров'я та соціальна допомога — 27,0 %, сільське господарство, лісництво, риболовля — 23,2 %, науковці, спеціалісти, менеджери — 10,1 %, публічна адміністрація — 9,5 %.